# جید توماس
جید توماس (انگلیسی: Jade Thomas؛ زادهٔ ۱۰ دسامبر ۱۹۸۲) بازیکن فوتبال، و سرمربی (فوتبال) اهل بریتانیا است.
از باشگاه‌هایی که در آن بازی کرده‌است می‌توان به باشگاه فوتبال زنان لیورپول اشاره کرد.